# Rusalki

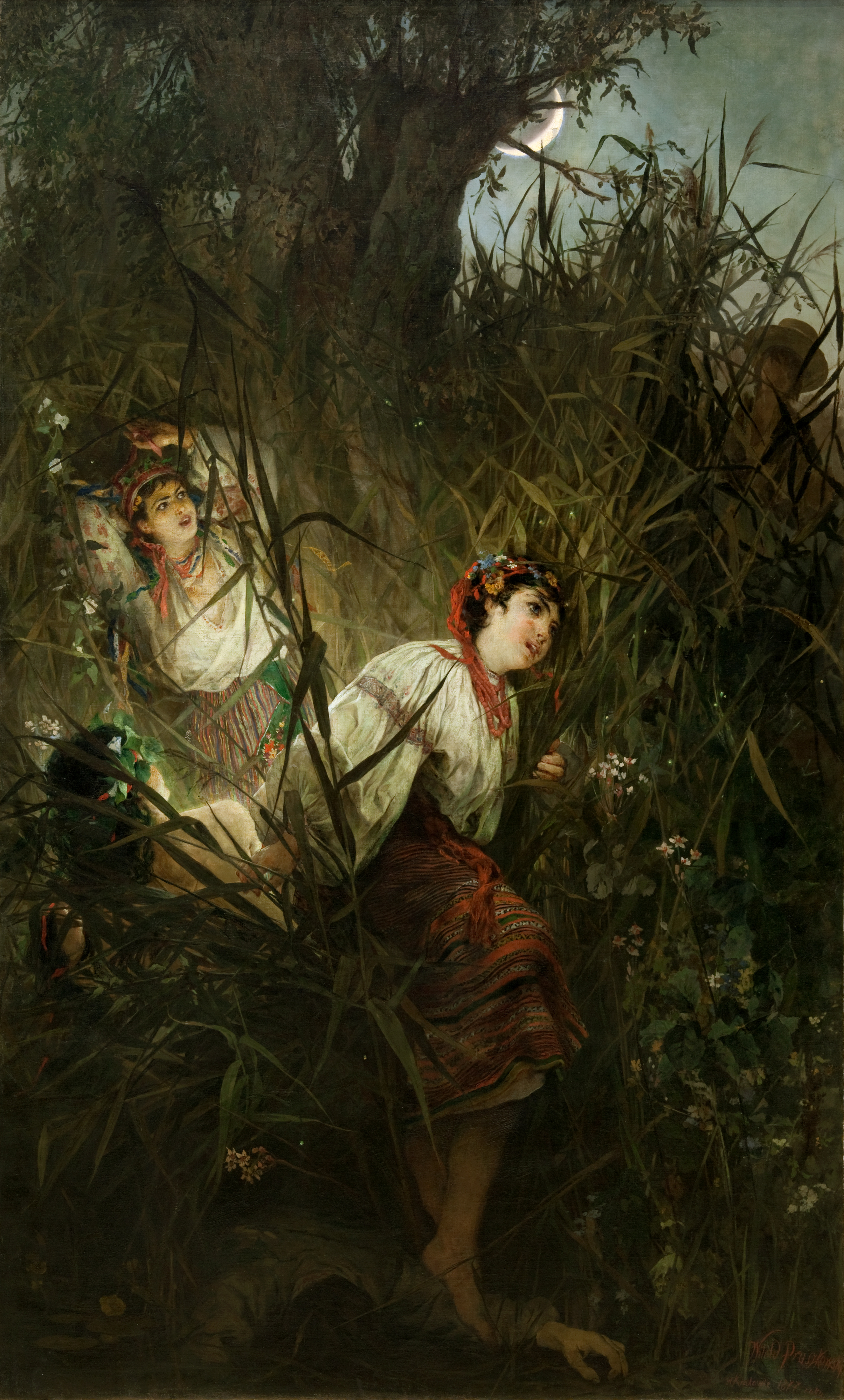
Witold Pruszkowski, Rusalki (1877)

Il nome  Rusalki (Rusałki, Rusálke, Rusalije, Русалки), o Rusalka, è un termine generico per indicare le divinità, gli spiriti e i demoni femminili associati ai fiumi e ai laghi nella mitologia slava. 
Le loro caratteristiche fisiche e le loro funzioni variano molto nelle diverse culture slave, come anche i nomi utilizzati per definirle. In Russia sono note anche come beregine (da bereg > sponda, riva). Nei Balcani vengono chiamate samovile dai bulgari e vile da serbi e croati. Potevano avere l'aspetto di donne giovani e attraenti dai lunghi capelli, gli occhi verdi, con corone di fiori intrecciati sul capo e vesti bianche, ma spesso erano nude. In altri casi erano descritte come simili ad Amazzoni o ancora come creature femminili dall'aspetto cadaverico e notturno. Spesso erano metà donne e metà pesci, come le sirene della tradizione medievale. In generale venivano associate all'acqua e alla primavera, potevano influire sulla fecondità delle donne, sui raccolti, sulla pesca, curare malattie, ma anche causare la morte. La festa pasquale di Pacha Rosarum o Rosalia prende il nome proprio dalle Rusalki. 
Come divinità minori dell'acqua corrispondono alle ninfe della mitologia greca. Di notte uscivano dall'acqua per ballare alla luce della luna. Il loro albero sacro era il platano. La loro festa era all'inizio di maggio, la cosiddetta Settimana delle Rusalki, quando uscivano dall'acqua in pieno giorno e si mettevano a sedere sui rami dei platani. Durante questa festa gli uomini si riposavano dal lavoro e nuotavano. Le Rusalki erano anche in grado di punire le donne che lavoravano durante la loro festa.
Come demoni dei fiumi, le Rusalki sono figure pericolose poiché possono richiamare gli uomini con il loro bel canto e farli annegare. In questo caso ricordano da vicino le sirene o altre creature di indole malvagia come Jenny Dentiverdi. Potevano anche uccidere gli uomini con il loro riso, come le banshee nella mitologia irlandese, o farli ballare fino a far loro perdere le forze e morire.
Come spiriti erano le anime di giovani donne suicide, morte per annegamento o uccise nei pressi di laghi e fiumi, spesso dai loro amanti o dalle loro madri. Tornavano poi a infestare il luogo in cui erano perite, ma non avevano un carattere malvagio. Se la loro morte veniva vendicata, potevano trovare finalmente la pace e scomparivano. Ma potevano diventare Rusalki anche donne che di notte si imbattevano in un corteo di queste creature leggendarie. In questo caso non potevano più tornare a casa e il mattino dopo la loro famiglia trovava una ghirlanda di fiori nei pressi della casa.
Nel folclore slavo (in particolare quello polacco e ucraino), si è mantenuta fino ad oggi l'usanza di festeggiare le Rusalki all'inizio della primavera con canti e corone di fiori gettate nell'acqua di fiumi e laghi.